# Lijst van personen overleden in augustus 2014
Dit is een lijst van personen die overleden zijn in augustus 2014.

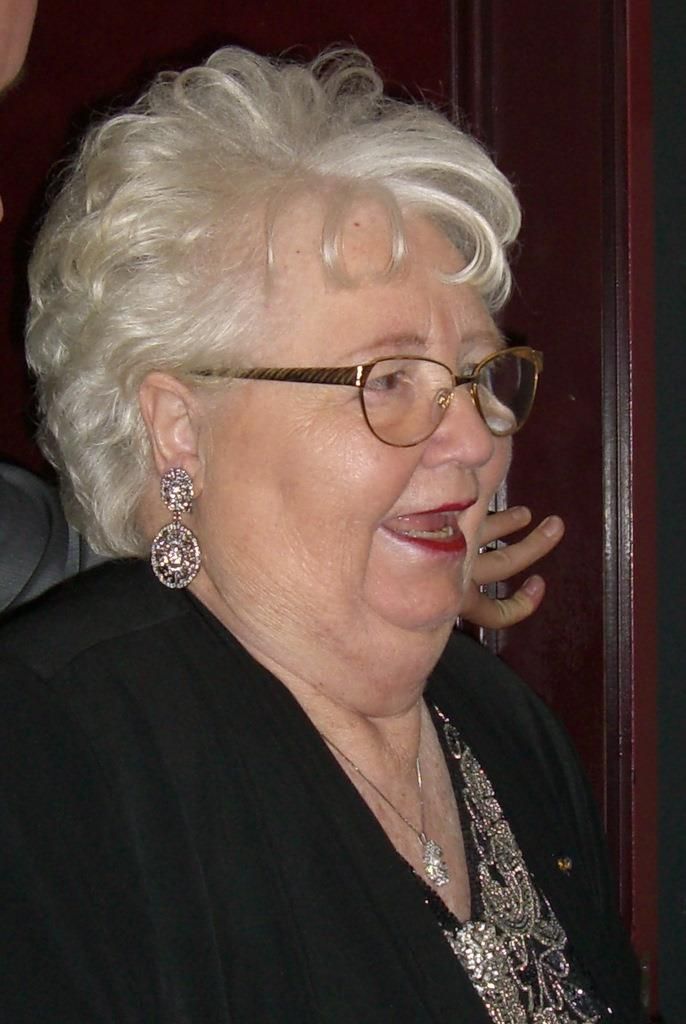
Cristina Deutekom
7 augustus

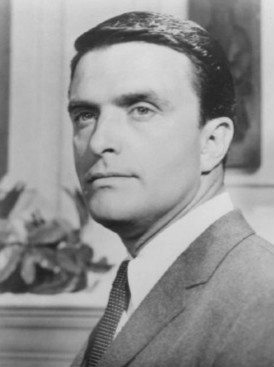
Ed Nelson
9 augustus

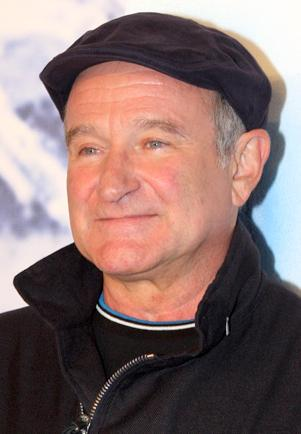
Robin Williams
11 augustus

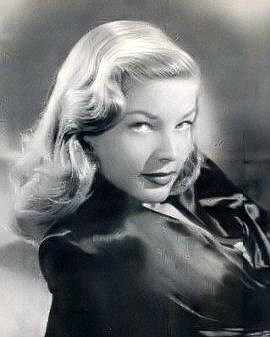
Lauren Bacall
12 augustus

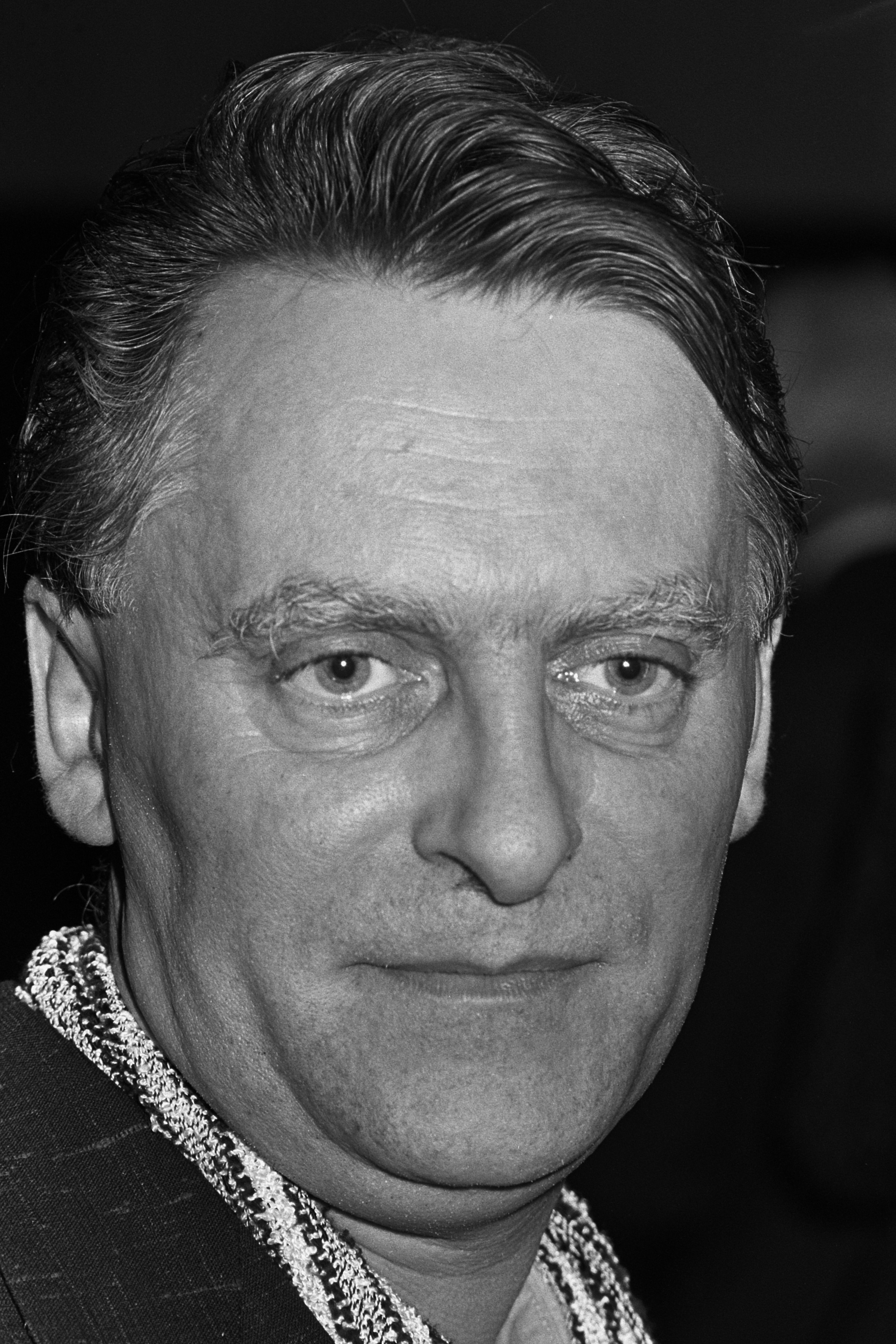
Ger van Elk
17 augustus

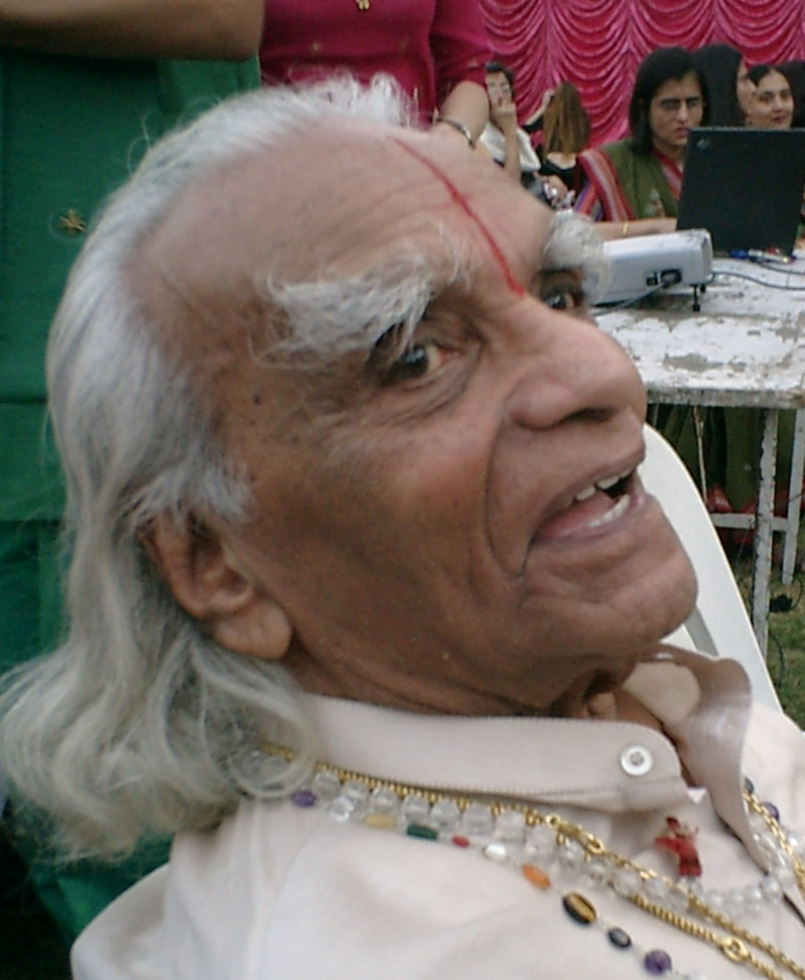
B.K.S. Iyengar
20 augustus

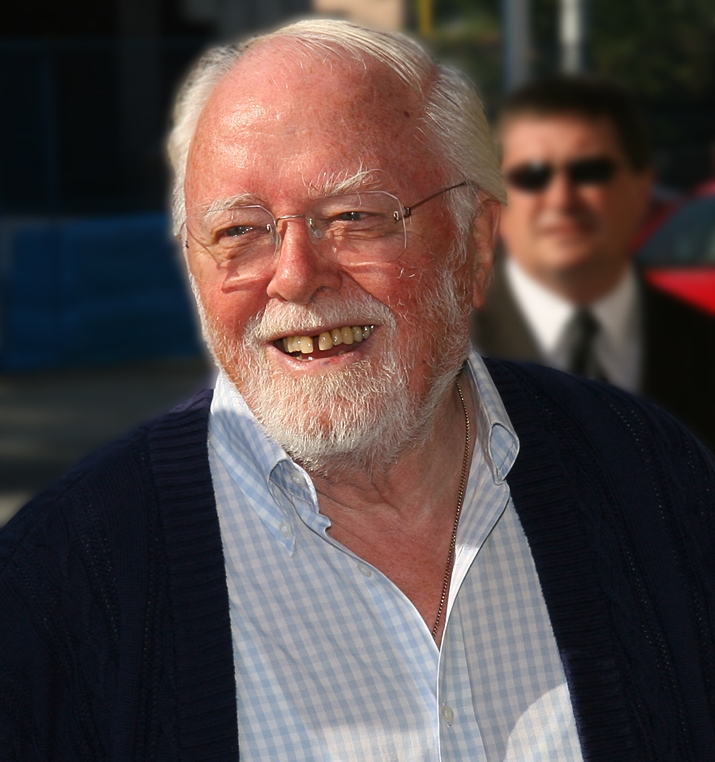
Richard Attenborough
24 augustus

| 1 | 2 | 3 | 4 | 5 | 6 | 7 | 8 | 9 | 10 | 11 | 12 | 13 | 14 | 15 | 16 | 17 | 18 | 19 | 20 | 21 | 22 | 23 | 24 | 25 | 26 | 27 | 28 | 29 | 30 | 31 |
| - | - | - | - | - | - | - | - | - | -- | -- | -- | -- | -- | -- | -- | -- | -- | -- | -- | -- | -- | -- | -- | -- | -- | -- | -- | -- | -- | -- |

### 3 augustus
- Edward Bede Clancy (90), Australisch kardinaal en aartsbisschop[1]
- Sieb Posthuma (54), Nederlands illustrator, schrijver en theatervormgever[2]
- John Zeiner (58), Nederlands kunstschilder en beeldend kunstenaar[3]

### 4 augustus
- James Brady (73), Amerikaans persvoorlichter en adviseur[4]

### 5 augustus
- Marilyn Burns (65), Amerikaans actrice[5]
- Angéla Németh (68), Hongaars atlete[6]

### 6 augustus
- Ralph Bryans (72), Brits motorcoureur[7]

### 7 augustus
- Cristina Deutekom (82), Nederlands operazangeres[8]

### 8 augustus
- Menahem Golan (85), Israëlisch filmregisseur en -producent[9]
- Leonard Legaspi (78), Filipijns aartsbisschop[10]
- Peter Sculthorpe (85), Australisch componist en muziekpedagoog[11]

### 9 augustus
- Andrij Bal (58), Oekraïens voetballer en trainer[12]
- Ed Nelson (85), Amerikaans acteur[13]

### 10 augustus
- Marcel Bode (95), Belgisch volksvertegenwoordiger[14]

### 11 augustus
- Pierre Ryckmans (78), Belgisch schrijver, literatuurcriticus en sinoloog[15]
- Robin Williams (63), Amerikaans acteur en komiek[16]

### 12 augustus
- Lauren Bacall (89), Amerikaans actrice[17]

### 13 augustus
- Frans Brüggen (79), Nederlands dirigent en fluitist[18]
- Jean-Paul Emonds-Alt (86), Belgisch beeldhouwer, designer en kunstschilder[19]
- Tom Veen (72), Nederlands politicus[20]

### 14 augustus
- Egbertje Leutscher-de Vries (111), Nederlands oudste mens[21]

### 15 augustus
- Licia Albanese (101 of 105), Italiaans-Amerikaans sopraan[22][23]
- Jan Ekier (100), Pools pianist en componist[24]
- Piet de Ruiter (75), Nederlands politicus[25]

### 16 augustus
- Raul Goco (84), Filipijns jurist en diplomaat[26]
- Jean Mbuyu (78), Belgisch-Congolees voetballer[27]

### 17 augustus
- Ger van Elk (73), Nederlands beeldend kunstenaar[28]
- Wolfgang Leonhard (93), Duits schrijver, historicus en Rusland-deskundige[29]

### 18 augustus
- Jean Nicolay (76), Belgisch voetbaldoelman[30]

### 19 augustus
- James Foley (40), Amerikaans persfotograaf[31] (overlijden op 19 augustus bekend geworden)

### 20 augustus
- B.K.S. Iyengar (95), Indiaas yogaleraar en -goeroe[32]
- Atie Ridder-Visser (100), Nederlands verzetsstrijdster[33]
- Edmund Casimir Szoka (86), Amerikaans kardinaal en aartsbisschop[34]

### 21 augustus
- Robert Hansen (75), Amerikaans seriemoordenaar[35]
- Albert Reynolds (81), Iers premier[36]

### 22 augustus
- Emmanuel Kriaras (107), Grieks taalkundige[37]
- John Ore (80), Amerikaans jazzbassist[38]

### 23 augustus
- Albert Ebossé Bodjongo (24), Kameroens voetballer[39]
- Annefleur Kalvenhaar (20), Nederlands mountainbikester en veldrijdster[40]
- Hajo Meyer (90), Joods-Duits-Nederlands natuurkundige en politiek activist[41]

### 24 augustus
- Richard Attenborough (90), Brits acteur, filmregisseur en -producent[42]
- Roger De Clercq (83), Belgisch veldrijder[43]
- Leonid Stadnyk (44), Oekraïens veehoeder en langste man ter wereld[44]

### 27 augustus
- Peret (79), Spaans zanger[45]
- Ahmed Seif (63), Egyptisch journalist en mensenrechtenadvocaat[46]
- Victor Stenger (79), Amerikaans deeltjesfysicus, filosoof, schrijver en skepticus[47]

### 28 augustus
- Ad van de Gein (92), Nederlands componist en pianist[48]

### 29 augustus
- Rosella Towne (96), Amerikaans actrice[49]
- Björn Waldegård (70), Zweeds rallyrijder[50]
- John Waldschmit (53), Nederlands volksfiguur (Haagse Sjonnie)[51]

### 30 augustus
- Igor Decraene (18), Belgisch wielrenner[52]
- Andrew V. McLaglen (94), Brits-Amerikaans acteur, film- en televisieregisseur[53]

### 31 augustus
- Jimi Jamison (63), Amerikaans singer-songwriter[54]
- Jonathan Williams (71), Brits autocoureur[55]

1900 ·
1901 ·
1902 ·
1903 ·
1904 ·
1905 ·
1906 ·
1907 ·
1908 ·
1909 ·
1910 ·
1911 ·
1912 ·
1913 ·
1914 ·
1915 ·
1916 ·
1917 ·
1918 ·
1919 ·
1920 ·
1921 ·
1922 ·
1923 ·
1924 ·
1925 ·
1926 ·
1927 ·
1928 ·
1929 ·
1930 ·
1931 ·
1932 ·
1933 ·
1934 ·
1935 ·
1936 ·
1937 ·
1938 ·
1939 ·
1940 ·
1941 ·
1942 ·
1943 ·
1944 ·
1945 ·
1946 ·
1947 ·
1948 ·
1949 ·
1950 ·
1951 ·
1952 ·
1953 ·
1954 ·
1955 ·
1956 ·
1957 ·
1958 ·
1959 ·
1960 ·
1961 ·
1962 ·
1963 ·
1964 ·
1965 ·
1966 ·
1967 ·
1968 ·
1969 ·
1970 ·
1971 ·
1972 ·
1973 ·
1974 ·
1975 ·
1976 ·
1977 ·
1978 ·
1979 ·
1980 ·
1981 ·
1982 ·
1983 ·
1984 ·
1985 ·
1986 ·
1987 ·
1988 ·
1989 ·
1990 ·
1991 ·
1992 ·
1993 ·
1994 ·
1995 ·
1996 ·
1997 ·
1998 ·
1999 ·
2000 ·
2001 ·
2002 ·
2003 ·
2004 ·
2005 ·
2006 ·
2007 ·
2008 ·
2009 ·
2010 ·
2011 ·
2012 ·
2013 ·
2014 ·
2015 ·
2016 ·
2017 ·
2018 ·
2019 ·
2020 ·
2021 ·
2022 ·
2023 ·
2024 ·
2025